# 马勃目
马勃目（學名：Lycoperdales）是伞菌纲之下一個已棄用的目級生物分類。這個目過往包括多種知名的塊莖狀真菌，例如：馬勃、地星等。根據定義，這些真菌都具有表生的擔子體、有子实层、以及有一到三層的包被（外壁）粉狀的產孢組織和棕色的孢子。
由於真菌的分子系统发生学研究，學者基於研究結果而將本目一分為二。原來本目的成員皆有近似的外形，大多數都被劃入了馬勃科，地星科獨立了出來成為新的地星目（Geastrales），然後餘下的近似物種都被劃入了鬼筆目。其後馬勃科又被併入蘑菇科。
馬勃目
Lycoperdales were distinguished by their globose or subglobose fruiting body having a gleba that is powdery at maturity, and generally supported by sterile tissue. Example genuses include 网纹马勃属, 灰球菌属, and 秃马勃属.